# Howard Lee
Howard Lee (né le 13 octobre 1929 à Toronto et mort le 13 novembre 2014 à Unionville (Ontario)) est un joueur canadien de hockey sur glace. Lors des Jeux olympiques d'hiver de 1956, il remporte la médaille de bronze.

## Palmarès
- Médaille de bronze aux Jeux olympiques de Cortina d'Ampezzo en 1956